# Bản Ngoại
Bản Ngoại là một xã thuộc huyện Đại Từ, tỉnh Thái Nguyên, Việt Nam.

## Địa lý
Xã Bản Ngoại nằm ở khu vực trung tâm huyện Đại Từ, cách thành phố Thái Nguyên khoảng 30 km, cách thị trấn Hùng Sơn 4 km, có vị trí địa lý:
- Phía đông giáp xã Tân Linh
- Phía tây giáp xã La Bằng và xã Phú Xuyên
- Phía nam giáp xã Hoàng Nông và xã Tiên Hội
- Phía bắc giáp xã Phú Lạc và xã Phú Thịnh.

Xã Bản Ngoại có diện tích 12,16 km², dân số năm 1999 là 6.939 người, mật độ dân số đạt 571 người/km².
Xã có dòng chính của sông Công chảy qua, ngoài ra một phụ lưu nhỏ của sông Công khởi nguồn từ xã La Bằng cũng chảy qua địa bàn. Ngoài trồng lúa, chè, người dân xã Bản Ngoại còn có các loại nông sản khác như dưa hấu, củ đậu.
Quốc lộ 37 cùng tuyến đường sắt Quan Triều - Núi Hồng đều chạy qua địa bàn xã.

## Hành chính
Xã Bản Ngoại được chia thành 20 xóm: Ba Giăng, Lê Lợi, Quang Trung, Khâu Giáo 1, Khâu Giáo 2, Khâu Giang, Đầm Mua, Khâu Giang, Phú Hạ, Vai Cày, Đồng Ngõ, Ninh Giang, Rừng Vầu, Rừng Lâm, Đồng Ninh, Phố, Cao Khản, Đầm Bàng, La Mận, La Dạ.

## Di tích
Đồi Thanh Trúc ở xóm Đầm Mua và xóm Vai Cày là nơi Chủ tịch Hồ Chí Minh ở và làm việc trước khi về tiếp quản Thủ đô Hà Nội, được xếp hạng là di tích Lịch sử cấp quốc gia.